# Alice Heine
Pour les articles homonymes, voir Heine.
Pour les autres membres de la famille, voir Famille Heine.
Titre
Princesse de Monaco
30 octobre 1889 – 26 juin 1922
(32 ans, 7 mois et 27 jours)
Alice Heine, née Marie Alice Heine le 10 février 1857 à La Nouvelle-Orléans (Louisiane) et morte le 22 décembre 1925 dans le 8e arrondissement de Paris, est duchesse de Richelieu puis princesse consort de Monaco.

## Biographie

### Origines familiales
Catholique d'origine française et allemande, Alice Heine est la fille de Michel Heine (1819-1904), richissime homme d'affaires français naturalisé américain puis grand banquier parisien (régent de la Banque de France de 1890 à sa mort et cousin germain du poète Heinrich Heine), et de son épouse (issue d'une riche famille de Louisiane et de souche alsacienne), Marie Amélie Miltenberger (1832-1915).
Alice Heine naît dans le quartier français de La Nouvelle-Orléans, au no 900, rue Royale, où se trouvaient les hôtels particuliers de sa famille maternelle, lieux dans lesquels elle passe une partie de son enfance.
Ses parents deviennent des habitués de la cour impériale française et font partie de l'entourage proche de l'empereur Napoléon III et de l'impératrice Eugénie, lesquels font office de parrain et marraine pour elle.

### Duchesse de Richelieu
Elle épouse à Paris le 25 (civilement) et le 27 février 1875 (religieusement) Armand Chapelle de Jumilhac (1847-1880), futur 7e duc de Richelieu (1879), petit-fils de Sigismond du Pouget de Nadaillac. Ils ont deux enfants :
- Marie Odet Jean Armand (21 décembre 1875 - 30 juin 1952), 8e et dernier duc de Richelieu, sans postérité ;
- Odile Marie Auguste Septimanie Chapelle de Jumilhac de Richelieu (30 août 1879 - 3 août 1974), par son mariage comtesse Gabriel de La Rochefoucauld et 2e princesse de La Rochefoucauld (titre du royaume de Bavière), d'où Anne de La Rochefoucauld, mariée deux fois (au comte Armand de Gontaut-Biron, puis au marquis de Amodio) et morte sans postérité[7].

Le duc de Richelieu meurt le 28 juin 1880 lors d'un voyage à Athènes, laissant une veuve de 22 ans et deux enfants en bas âge.

### Princesse de Monaco

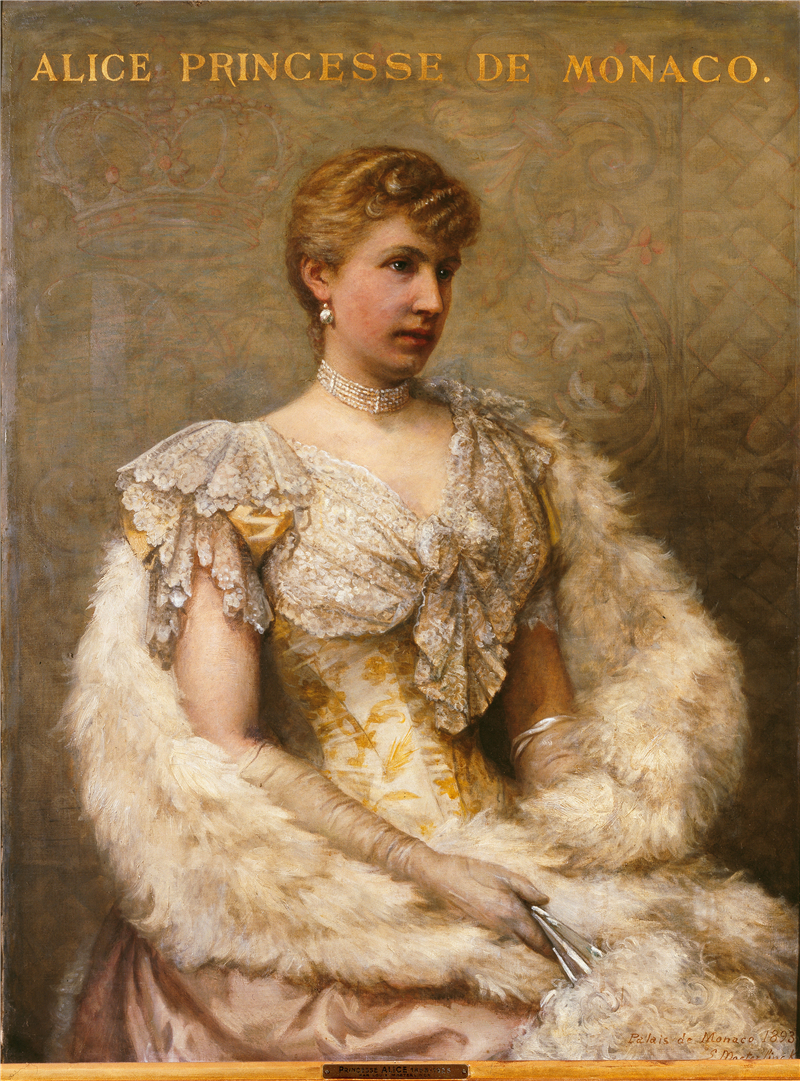
Alice, princesse de Monaco.

Neuf ans plus tard, le 30 octobre 1889, la duchesse se remarie avec le prince Albert Ier de Monaco, dont le premier mariage a été annulé en 1880 à la demande de sa femme Mary Victoria, fille du duc de Hamilton, 1er pair d'Écosse, et petite-fille de Stéphanie de Beauharnais, adoptée par Napoléon Ier.

« Albert Ier épouse une blonde américaine de 32 ans, Marie Alice Heine (qui) a tenu à Paris un salon où elle a reçu ce qu'il y avait de plus brillant dans le monde et parmi les écrivains et les artistes. Elle va attirer les uns et les autres sur le Rocher […] Le moment est venu où elle s'est lassée de voir son mari voguer toujours plus loin sur les mers et les océans. Le 30 mai 1902, un jugement a séparé officiellement les époux. »

Le prince Albert, passionné d'océanographie, lance à Liverpool, le 27 novembre 1897, un navire laboratoire, baptisé le Princesse Alice en l'honneur de son épouse.

« C'est à bord de la Princesse Alice II que Richet et Portier découvrent un phénomène considérable : l'anaphylaxie, qui ouvre la voie aux recherches sur l'immunité. »

Alice Heine est la première américaine à devenir princesse de Monaco ; son premier époux est l'héritier du cardinal de Richelieu, son second époux celui du cardinal Mazarin.
Marcel Proust s'en inspire pour créer le personnage de la princesse de Luxembourg dans À la recherche du temps perdu.

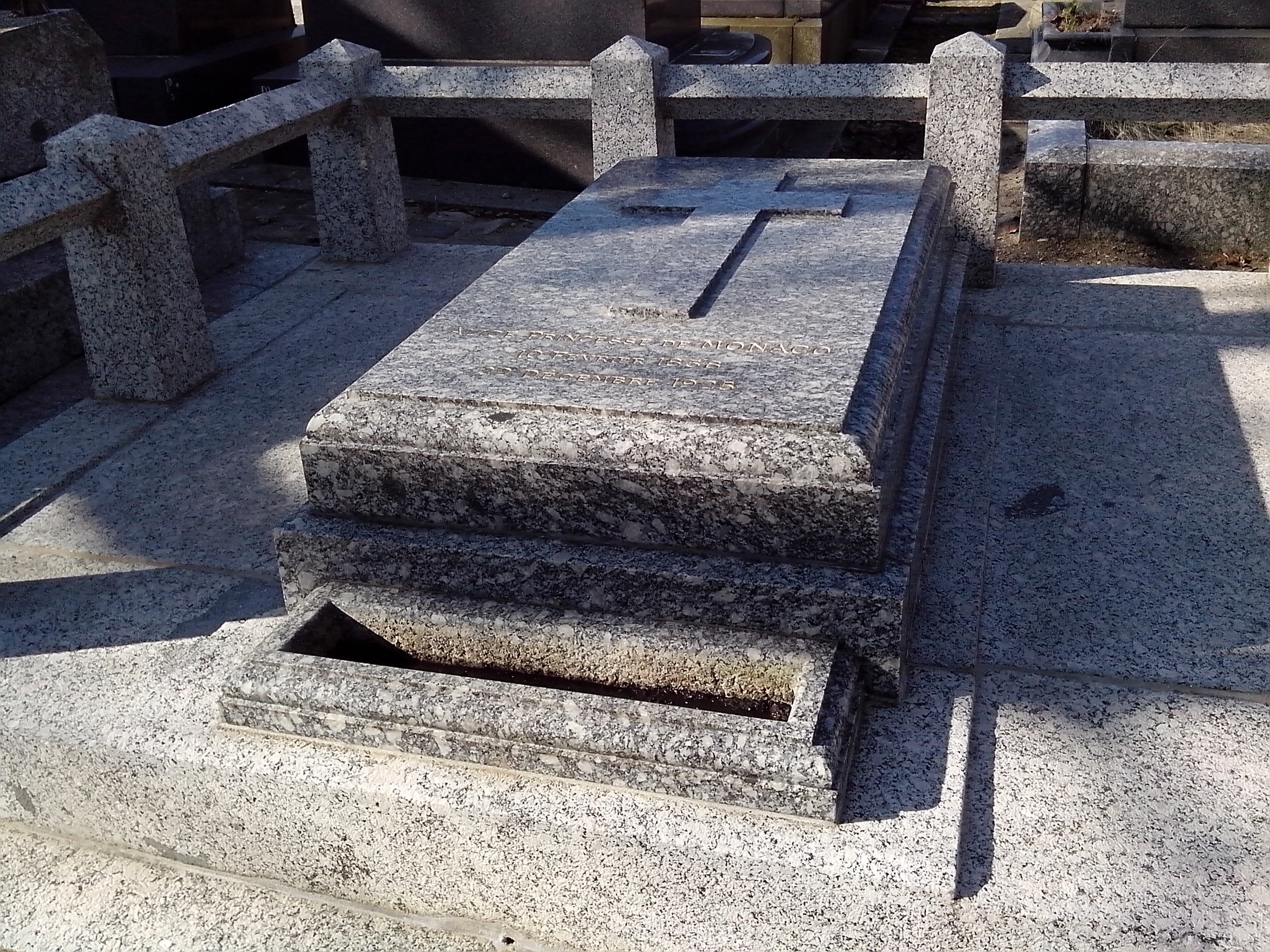
Tombe d'Alice Heine à Paris au cimetière du Père-Lachaise.

Elle est inhumée à Paris au cimetière du Père-Lachaise (94e division).

## Témoignages
Alice Heine est évoquée ainsi par Gabriel-Louis Pringué :

« La princesse Alice me disait en descendant chaque marche de l'escalier monumental [lors de la fête inaugurale de l'hôtel parisien que venait d'acheter une Américaine richissime] : « Quelle belle soirée, on connaissait tout le monde, sauf la maîtresse de maison ». […] Veuve du duc de Richelieu, elle faisait pour sa santé de longs séjours à l'île de Madère où elle rencontra le prince Albert de Monaco. […] L'ascendance américaine de La Louisiane lui avait légué une grande beauté et un immense charme. […] Désormais elle vécut une partie de l'année à Londres, étant une amie de la famille royale et personnellement de la reine Alexandra. Elle y habitait l'hôtel Claridge's, où elle avait loué à l'année un grand appartement [et] passait l'été dans son château de Haut-Buisson près de La Ferté-Bernard […], petit château du dix-huitième siècle, aménagé avec le dernier confort anglais. Dans les boiseries du grand salon se trouvaient encastrés les portraits en pied du Cardinal de Richelieu, par Philippe de Champaigne, du Maréchal par Van Loo, et du Duc par Lawrence. Dans la bibliothèque, on pouvait admirer un très beau portrait de femme par Clouet. […] Les serres étaient magnifiques et la princesse y cultivait ces orchidées roses, dons de la reine Alexandra qui lui avait fait parvenir de Sandringham. […] Le cuisinier se montrait particulièrement remarquable. Très instruite, la princesse aimait s'entourer d'esprits cultivés, de littérateurs (Pierre Loti en juillet 1913), d'artistes et de politiciens […], je rencontrai chez elle beaucoup de Britanniques. […] Le grand financier et politicien Joseph Caillaux venait souvent pour déjeuner de Mamers. »

Paul Morand décrit ainsi vers 1910 la nombreuse domesticité d'Alice de Monaco :

« Chez la princesse Alice de Monaco […] où mon père m'avait introduit, Loti, Bourget et Maupassant avaient eu, à Paris, leur couvert mis pendant dix ou quinze ans […]. On y voyait, à table, le maître d'hôtel derrière sa maîtresse, ne servant qu'elle, et derrière chaque invité un valet, perruque passée au blanc d'Espagne. Même spectacle sur le yacht Princesse Alice, qui parfois, de Madère ou de Monaco, venait mouiller devant Saint-Marc : la gouvernante en noir des pieds à la tête, la première femme de chambre en chapeau et voilette, le valet privé en jaquette, les filles de cuisine en tablier à barrette, les maids, pour le service du salon, avec bonnet de dentelle,  les filles de chambre en soie noire, les blanchisseuses en toile blanche, comme dans les romans de Mrs Humprey Ward. »

— Venises, Gallimard, 1971, p. 65.

## Le château du Haut-Buisson
Le château du Haut-Buisson à Cherré (Sarthe) est une folie de style néo-Louis XV bâtie en 1847, où la princesse reçoit avec faste ses amis.
Dans ses mémoires intitulés 30 ans de dîners en ville, Gabriel-Louis Pringué en rappelle la grandeur : « Haut-Buisson était un petit château du XVIIIe siècle [mais en cela l'auteur se trompe], aménagé avec le dernier confort anglais. Dans les boiseries du grand salon se trouvaient encastrés les portraits en pied du cardinal de Richelieu par Van Loo, et du duc de Richelieu, ministre de la restauration par Lawrence. Dans la bibliothèque, on pouvait admirer aussi un très beau portrait de femme dû à Clouet, qui me captivait. Les serres de Haut-Buisson étaient magnifiques et la princesse Alice y cultivait des orchidées roses dont la reine Alexandra [d’Angleterre] lui avait fait parvenir de Sandringham. »
D'autre part, les chambres de maîtres et d'invités, les salles de bains, l'office et les pièces de service sont dotés de penderies, de lavabos et de lieux d'aisance en faïence anglaise qui témoignent d'un cadre de vie moderne extrêmement raffiné pour l'époque.

Le château du Haut-Buisson
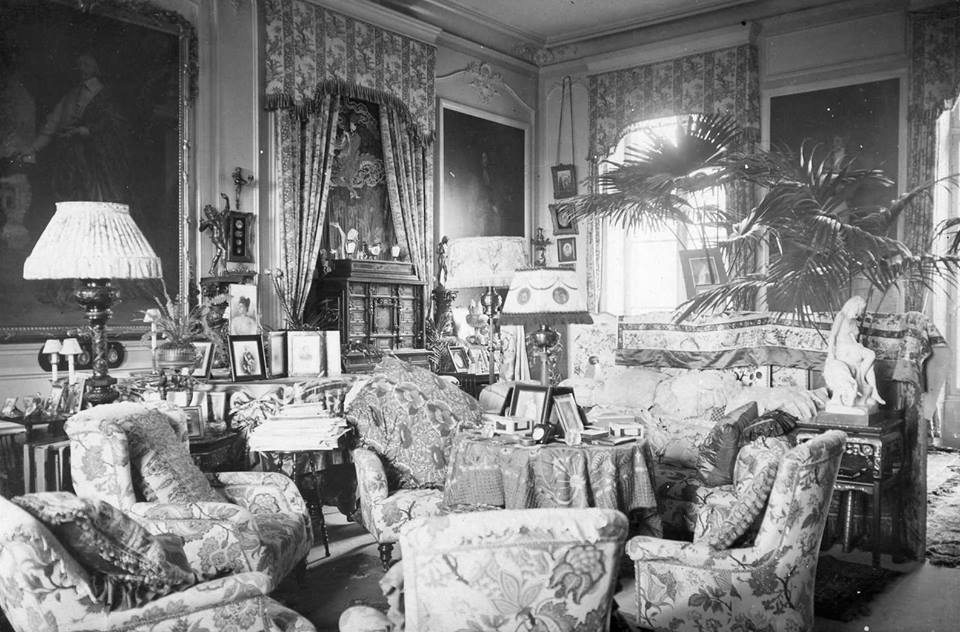
Vue de l'intérieur vers 1900.
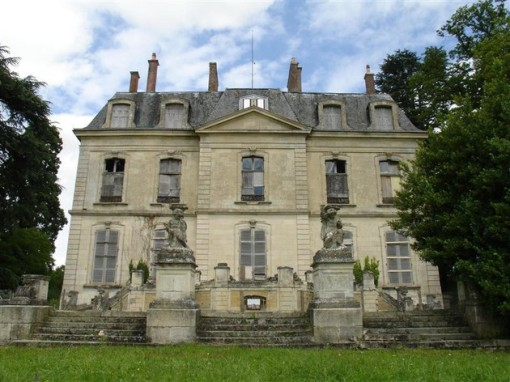
Le château en 2017.

## Titulature

### Titulature simplifiée
- Mademoiselle Alice Heine (1857-1875)
- La marquise de Jumilhac (1875-1879)
- La duchesse de Richelieu (1879-1880)
- La duchesse douairière de Richelieu (1880-1925)
- S.A.S. la princesse de Monaco (1889-1922)
- S.A.S. la princesse douairière de Monaco (1922-1925)

### Titulature complète
« Son Altesse Sérénissime Marie Alice Heine, princesse de Monaco, duchesse de Richelieu, de Valentinois, de Mazarin et de Mayenne, princesse de Château-Porcien, marquise de Jumilhac, des Baux-de-Provence, de Guiscard et de Chilly, comtesse de Carladès, de Thorigny, de Longjumeau, de Ferrette, de Belfort, de Thann et de Rosemont, baronne du Buis, de Saint-Lô, de la Luthumière, de Hambye, de Massy, du Calvinet et d'Altkirch, dame de Saint-Rémy, de Matignon et d’Issenheim ».

## Iconographie
Une photographie de groupe montrant la princesse dans le jardin du Haut-Buisson vers 1913 est reproduit hors-texte dans l'ouvrage de Gabriel-Louis Pringué.
Son portrait d'apparat par Louis Maeterlinck (palais de Monaco) est reproduit dans le livre d'Alain Decaux, en face de celui d'Albert Ier par Léon Bonnat, datant de 1894.